# Добла

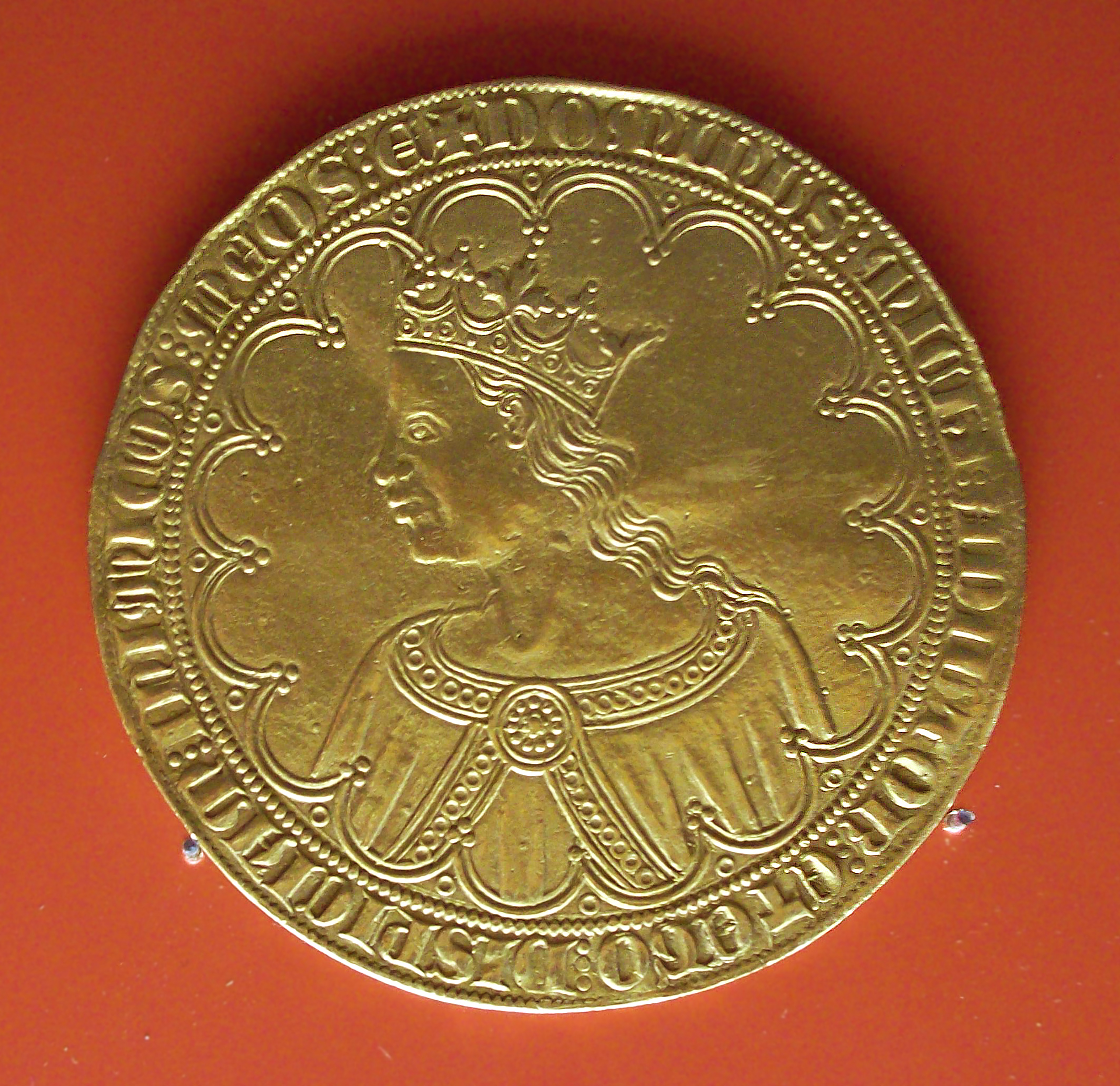
Монета достоинством 10 добл (dobla de a diez или dobla de cabeza — добла в десять или добла с головой). Педро I (1334—1369)

Добла, двойной мараведи (исп. dobla, doublon, doblon) — первоначально испанское название золотого арабского динара, равного по стоимости двум «полегчавшим» мараведи (исп. dobla maravedí — добла мараведи), затем — собственной испанской золотой монеты, чеканившейся как подражание динару.
Выпуск доблы начат Альфонсом XI (1312—1350) и продолжался до 1497 года, когда её заменил дукато (испанский дукат).
Некоторые разновидности доблы назывались «кастельяно» («кастильская добла») и «добладо».

## История появления и чеканки
Прообразом средневековых золотых монет Испании и Португалии стал арабский золотой динар (первоначально 4,25 г золота), который в свою очередь был подражанием византийскому солиду. C 1087 года динар чеканился Альморавидами, занимавшими в том числе территорию Южной Испании. Эти монеты назывались «маработино» или «альморабитино» (исп. morabetino от мурабит, одного из статусов мусульманских святых, аль-Мурабитун — множественное число от мурабит).
Между 1112 и 1223 годами под влиянием динара Альморавидов начался выпуск золотых монет непосредственно в Испании и Португалии (иногда с сохранением куфических надписей прототипа), которые получили название «мараведи» (исп. maravedi от арабского маработино). Первоначально это была монета весом около 3,9 грамма при содержании чистого золота около 3,46 грамма, но со временем она заметно полегчала. Кроме того, выпускались монеты эквивалентные 1⁄2 динара или 3⁄5 полегчавшего мараведи. Иногда они назывались «масмудина» (исп. masmudina), иногда, как и более крупные монеты, — «мараведи». При Альфонсо X (1252—1284) мараведи превратился в билонную монету — белый мараведи (исп. maravedi blanco — мараведи бланко).
В период снижения содержания золота в мараведи сохранявший свой вес арабский золотой динар стал называться «двойной мараведи», «добла» (исп. dobla maravedí — добла мараведи). В итоге Альфонсо XI (1312—1350) выпустил новую монету с полным весом динара или двойного мараведи (4,6 грамма), которая получила название «кастильская добла» или просто «добла» (исп. dobla castelana — добла кастельяно) и равнялась 40 мараведи, уже биллонным. На аверсе был изображён кастильский замок с тремя башенками и отчеканена круговая легенда REX CASTELLE. На реверсе — лев и круговая легенда REX LEGIONIS. Позже появились другие типы: например, монета Хуана II весом 4,68 грамма называлась «добла с ленточкой», «добладо» (исп. dobla de la banda — добла де ла банда).
Кроме собственно доблы чеканились дробные номиналы в 1⁄2 доблы (номинал был обозначен латинской цифрой «XX» — 20 мараведи) и 1⁄4 доблы («X» — 10 мараведи), а также кратные — в 10 и 20 добл, весившие соответственно 45 и 90 граммов.
Выпуск доблы и её производных продолжался до 1497 года, когда в Испании была начата чеканка подражаний дукату — дукато (испанского дуката).

## Влияние
Одна из первых разновидностей доблы — кастильская добла (добла кастельяно) или кастельяно (исп. dobla castelana, castelano) — впоследствии стала эталоном веса, единицей измерения массы золота, равной 4,6—4,7 грамма.
Другая разновидность — добла с ленточкой (добла де ла банда) или добладо (исп. doblado) — использовалась в качестве названия золотых монет Аргентины и Эквадора весом 6,7 грамма и достоинством 2 эскудо, которые чеканились между 1824 и 1890 годами.
В новое время доблами иногда назывались испанские дублоны.